# MILLIONET
『MILLIONET （ミリオネット）』は、コナミアミューズメントが発売しているメダルゲーム機統合システムである。2009年2月12日より稼動開始。

## 概要
店舗内のKONAMI対応ゲーム機をネットワーク接続・連動させ、さらにIPsecによるVPNを使って店舗間の接続・連動も可能（e-amusementネットワークにも接続）。多くのメダルを獲得できるチャンスイベント「ミリオンジャックポット」、ラウンド1設置店舗では「ミリオンジャックポット」ではなく「ミリオンビンゴ」が搭載されている。メダルゲームで得た配当や称号の獲得数を全国及び同一店内のプレイヤーと競うゲーム「ミリオンランカー」、メダル預け機と連動し、筐体よりメダルを預け入れや引き出しができる「ミリオンキーパー」、等が実装されている。

## システム構成機器

### スタンダードユニット
稼働に最低限必要な本体で、これがなければ後説のユニットは稼動しない。店舗内の対応ゲーム機をまとめて店舗間およびe-AMUSEMENTネットワークとの接続を行うVPNルーターと、e-amusement passを読み取るカードリーダー（スロット式、後にタッチ式に変更）を備える。上部にワイド液晶、中央部にタッチパネル液晶とe-amusement passリーダー（その隣にオプションエリア）、上部ワイド液晶直下とマシン下部にステレオスピーカー、そして周囲をフルカラーLEDなどで囲んでいる。ネットワーク端子2系統（店内ハブ接続用・外部VPN接続用）に加えて外部出力端子（映像・音声各1系統）が装備されており、音声を店内のスピーカー回線に繋いだり、市販の民生、若しくは業務用液晶ディスプレイ・ブラウン管モニター（含むTV）などと接続してプログレッシブユニットの代わりとする事が出来る。
携帯電話対応のメダルゲームが一定数出揃ったことから、2011年7月頃から従来のスロット式リーダーを置き換える電子マネー対応携帯電話（おサイフケータイ）対応のタッチ式e-amusement passリーダーが登場、同年8月9日に「スピンフィーバー 夢幻のオーケストラ」への対応と共に公式発表された。
プレイヤー情報の登録および変更・ミリオンランカーの精算は、リーダーがタッチ式の場合はe-amusement passカードまたは携帯電話をリーダーに置き（ただし操作中はPASSを外してはいけない）、スロット式の場合はカードをスロットに差し込む

### プログレッシブユニット（ディスプレイ・ミラーボール回転機能付）
オプション機器としてスタンダードユニットに接続して使用する。画面は一定角度に回転することができる。マシン下部は骨組みとなっており、『FEATURE WORLDシリーズ』や『タワープッシャーシリーズ』といった小型のビデオ系メダルゲームを設置出来る。その上にスピーカー、更に上にワイド液晶・LED・ミラーボール等が付いた回転広告塔のようなものである。
高さ4.3メートル（最小設定3.9メートル）という大きさと価格（税別500万円）が壁となって、導入店舗は少なく、スタンダードユニットの外部出力で代用するケースが多い。勿論プログレッシブユニット単体で稼動させることは出来ない。

### MILLION KEEPER（ミリオンキーパー）
メダル預け機と連動させるオプション。旭精工製「メダルキーパー」および日本ユニカ製「メダルバンク」に対応。対応店舗のスタンダードユニットには、オプションエリアに各預かり機に対応した生体認証ユニットが組み込まれている（メダルキーパーは掌紋・メダルバンクは指静脈が主）。利用にはe-amusement passが必要（スロット式リーダーの場合はカードタイプのみ）。
プレイ当日最初に、スタンダードユニットでe-amusement passの認証（PASS暗証番号）と預け機の認証（預け機暗証番号と生体認証）を続けて行う。そして対応ゲーム機でPASSを認証すると画面に表示されるミリオンキーパーボタンを押すと、預けているメダルを電子的に払い出してクレジットに加算したり、ゲーム終了時に残ったクレジットをメダルとして預け入れる事が出来る（毎回預け機暗証番号の入力が必要）。これによってジャックポット等で多くの配当を得た場合も、重いメダルをマシンから預け機まで持ち運んだり、クレジット上限オーバーの場合を除き、店員にアテンダントペイの処理をしてもらう必要がなくなる。また通常のメダル預け入れ時に起こりがちな、実際預け機に投入した数よりも僅かに少ないといった計量誤差も発生しない。なお認証は当日限り有効で、翌日以降は再び認証が必要。また1つの預け機暗証番号で同時に複数のe-amusement passを使うことはできない。
また、
メダルバンクと『STARHORSEシリーズ』『セガネットワークカジノクラブ3』等セガ・インタラクティブ製メダルゲーム機の連動とよく似ているが、厳密には異なる。

### MILLION ADAPTER（ミリオンアダプター）
標準でミリオネットに対応しているのは、当然コナミ製のメダルゲームの一部に限られているが、この機器を取り付けることで、コナミ製の非対応機種はもちろん、他社のメダルゲームもミリオネットに対応させることが可能となる。e-amusement passリーダーと小型タッチパネルディスプレイで構成されており、後者を使って暗証番号の入力や、上述したミリオンキーパーの機能を使用したりする。2011年12月に稼動を開始した。また、同型でメダル貸出機に取り付けるタイプも存在しており、こちらはあらかじめ上述のミリオンキーパーの認証を終えたe-amusement passを認証したままメダルを借りることで、借りた枚数分を直接預入枚数に加えることができる。

### SUPER MILLION BINGO CARD STATION（スーパーミリオンビンゴ　カードステーション）
2019年3月ごろよりミリオンビンゴの方式が新しくなった時に一緒に登場した筐体。e-amusement passリーダー付き。スタンダードユニットのミリオンビンゴ中は使うことができない。このマシンは、毎日16:00、20:00に開催されるミリオンビンゴや店舗限定ビンゴのカードをメダルを使っていつでも発行することができ、また当選したときに専用のリーダーにビンゴカードのQRコードを読み取らせるとメダルを払い出す機能も備わっている。（画面内の「PAYOUT」ボタンを押すことで可能。）またリーダーを使用し、ミリオネットのバンクからメダルを引き下ろすこともできる。ビンゴカードの情報をe-amusement passの会員に記録させ、ビンゴが終わった後でも結果を見られる機能も備わっている。配当も確かめることが可能。

## 通常表示
各ユニットのワイド液晶画面には当選時に進呈されるプログレッシブ数値（基本1000.0以上）と接続されているマシンのグラフィック、接続機種の簡易紹介、店内の接続台数（ステーション数）、ジャックポットイベントとミリオンランカーの紹介、当選履歴（最大10回分程）や店内ランキングがローテーションで流れている。また、全国接続設定で稼動している場合は上述に加え当日の当選履歴（日時・枚数と当選店舗）及び地図を交えた接続店舗紹介が流れる。但し店内接続台数は表示されず及び接続店舗数の表示のみとなっている。なお、プログレッシブ数値が一定数を超えるとそれ毎に「ミリオンジャックポットが○○枚を超えました！」と女性の声でアナウンスされる。
※店内接続台数及びプログレッシブ数値アナウンスは2009年9月頃に行われたアップデートで実装されたもの。

## ミリオンジャックポット

### ミリオンジャックポット
ミリオネットに接続されているゲーム機のうち、イベント発生時点で操作が行われている（ゲーム進行中・マイページ操作）マシンに参加権利が発生する。イベントの発生タイミング・発生条件は設置店舗の任意となっており、自由に設定が可能となっている。
接続されているマシンでのメダル消費若しくは配当に応じてプログレッシブ数値（初期設定値1000.0枚～）が0.1枚単位で増加していき、イベント発生時点での数値（小数点以下切捨て）が当選時の獲得枚数となる。プログレッシブ数値の増加条件も設置店舗が自由に設定可能。全国接続設定されている場合は、各チェーンのネットワーク内全店舗の接続マシンがプログレッシブ数値増加の対象となる。
イベント発生条件（接続店舗全てで一定数以上のプレイヤーが対応マシンでプレイしているなど）が満たされると、イベントの開催が告知される。まずプログレッシブ数値を賭けての「全国抽選（店舗単独・地域チェーン店同士の接続でも仕様上そう呼ぶ）」が行われ、当選した店舗においてジャックポットイベントが発生する。イベント発生直前（及び情報発表タイミング時）には、各マシンのインフォメーションテロップを使って「ミリオネットニュース：'ミリオンJPまもなく開始！」「ミリオネットニュース：ミニJP○○時開催！」「ミリオンJP全国抽選中！」「ミリオネットニュース ：スーパー'ミリオンJP抽選発生！」などと表示される（後述のコンパクト表示機種を除く）。
そして全国抽選に当選して店舗内抽選に移行すると、スタンダード・プログレッシブ各ユニットにイベント開催を知らせる表示（当選枚数・参加人数・エントリーマシンの紹介）とアナウンス（男性と女性の声でエントリーマシンと1000枚単位での当選枚数）が流れ、参加権利を持っている各マシンのステーション画面に「MILLIONET」ロゴと「スペシャルイベント開催！」の文字が専用SEと共にアニメーションで現れる。その際通常ゲームは、後述のコンパクト表示機種・ジャックポットチャンス中などを除いて強制中断される。多人数参加可能なマスメダルタイプでは、センターユニット（モニター付センター抽選装置もしくはモニター単体）にも同様に表示される。
「スペシャルイベント開催！」表示後画面が切り替わり、「J」「A」「C」「K」「P」「O」「T」を模した7体のキャラクターが登場する。には「BETはいらないよ!」（A）「誰かがかならずJACKPOT!」（K）「操作はいらないよ～」（O）「リーチアクションが出たらドキドキ!」（C）「ゲームは最後まであきらめちゃダメよ」（P）のキャラクターの吹き出し、画面下の枠に「JACKPOT　○○○○（配当枚数・整数）」「人型」「エントリー完了　○人／○人中」と表示され、開始までキャラクターと吹き出しのアニメーションが繰り返される（「ファンタジックフィーバー3」を除く）。その間一部のマシンではメダルを受け付けない状態になる（返却または投入口閉鎖）。そして参加者全員のエントリー完了直前、画面上に「ミリオンジャックポット開始まであと○○秒（です）！」または「まもなくミリオンジャックポットが始まります！」の専用テロップが、マシンのインフォメーションテロップ（コンパクト表示の場合はスロット内）に表示される。但しステーションの画面が横長で縦が小さい『スピンフィーバーシリーズ』では赤文字で「イベント準備中」「メダルを入れずにお待ちください」等の補助テロップを表示・点滅させたり（「開始まであと○○秒」の表示はなし）、『ファンタジックフィーバー3』では性能上の関係で1枚静止画の簡略表示となっている。またイベント開催中はミリオンジャックポットデータの都合上（プログレッシブ数値算出など）、『GRAND CROSS』や『ファンタジックフィーバー3』などマスメダル機の不参加ステーションでは通常ゲームが遊べず「MILLION JACKPOTイベント終了までお待ちください」とステーション画面に表示される。これは、ステーションだけでなくセンターユニットもミリオネットから制御データを受信して映像や照明を全て連動させる関係で、通常時の挙動が出来ない為でもある。また、メダルゲームのセンター画面が専用の画面になるものもある。但し店舗側の設定で簡易抽選方式にした場合や、それとは関係なく『GI-HORSEPARK GX』・『GI-Turf TV』・『アニマロッタ』・『MARBLE FEVER』等のゲームでは映像や照明の連動は行われず、画面上部に小さなスロットが表示されて（コンパクト表示）、抽選中も通常通りゲームが続行される。
ごくまれに、全てのサテライト・ステーションの準備が整わず長い時間経過すると、上記の画面の状態でメインユニットに「エラーが発生しました。（E-12 タイムアウト）」と表示、各サテライトには「エラーが発生しました。そのままでお待ちください。」と赤字で表示される。その場合、SUPERが抽選されていても一度リセットされてしまい、抽選は行われない。プログレッシブの値も初期値へ戻る。
イベント終了後は、プログレッシブ数値が初期値に戻る。全国抽選では表示上は一度ゼロになるが、画面が切り替わると初期値にリセットされて切り替わるまでの増加分が加わって表示される。
2009年中のアップデートによって、イベント開催告知後（店舗内抽選開始直前）に参加権利を得ようとすると権利を剥奪される、いわゆるハイエナ防止機能が搭載された。スタンダード・プログレッシブ各ユニットの画面がイベント開催告知に切り替わり、対応ゲーム画面に「スペシャルイベント開催！」と表示されてから、対応機種（メダルを受け付けない機種を除く）にメダルを投入して参加権利を得ようとすると当機能が発動、一見抽選には参加できたかのように見えるが、シンボルが最後まで1つも出現せず、結果的に権利が剥奪されたことになる。もちろん正規に参加した場合でも運次第でシンボルが1つも出現しないことはあるが、その場合の見分け方としては、正規参加であれば抽選スロット停止時に一度はシンボルの一部が見えるが、当機能が発動した場合は終始まったくの空白である。ただし全国抽選発生からイベント開始告知までの間は発動しない。なお現在は、イベント発生時（抽選前）に参加者数を確定させ以後のエントリーは一切無効となるよう仕様変更されている。参加権利のない機種には「イベント終了までお待ちください」等と表示され、コンパクト表示機種ではスロット自体表示されない。
2010年5月頃より、プッシャータイプの大型マスメダル機でセンターユニットよりジャックポットの払い出しが行われている最中にイベントが発生した場合、払い出しを一時中断してイベントに突入するようになった。イベント終了後、残ったメダルの払い出しが再開される。
なおイベントへの参加にe-amusement passは不要で、ジャックポットに当選しても後述の「ミリオンランカー」の配当には計上されないが（セカンドチャンスは不明）、ミリオンランカーで一定（シルバーランカー以上）の成績を収めているe-amusement passで対応機種をプレイ中にイベントが発生し参加した場合は、スロット背景が豪華になり、ジャックポット当選率・セカンドチャンスの配当といった期待度も若干上昇する（ミニジャックポットを除く）。また、参加回数、獲得回数に応じて後述する勲章を獲得することができる。
プレイヤーの画面に「J･A･C･K･P･O･T」の各シンボル全てが揃う（出現する）と当選となり、大量のメダルを（店員からの贈呈およびクレジットへの自動加算によって）直接獲得できる。必ず8~回目の抽選で決定することになっているが、リーチプレイヤーの有無・人数によって、最大12回抽選が行われることがある。
4回目の抽選終了後には、自分のステーションの現状（プレイヤーの位置とジャックポットまでの残りシンボル数、及びトップのプレイヤーの位置）が吹き出しで表示される。6回目抽選終了後には、リーチプレイヤーの有無とその人数が女性の声でアナウンスされる。なお、エリアごとに人数が10人以上の場合随時吹き出しで表示する。
抽選中はクラシック音楽のアレンジが流れる。順番は以下のとおり。
- ウィリアム・テル序曲：ジョアキーノ・ロッシーニ（抽選4回目まで）
- 天国と地獄：ジャック・オッフェンバック（抽選5・6回目）
- カルメン前奏曲：ジョルジュ・ビゼー（抽選7回目以降・9回目からは音程が上昇する）

このとき、『GIシリーズ』と不参加台、及び店舗間対戦中の『エターナルナイツ』『エルドラクラウン』を除きマシンの各照明（ステーションユニット・センターユニット）が一斉に連動する。ただし、エラーが発生した場合はイベント抽選のタイミングがずれてしまい連動できなくなり、解除後単独でジャックポット抽選が進行する。その為周囲が終わった（当選者が決定した）後に抽選が再開されることもある。
時折スロット部分に予告演出が発生することがあり、発生するとシンボルが揃う可能性が上昇する。3種類確認されており「ウェーブ（水？音波？）」「ファイヤー（炎）」「スパーク（電流）」の順で期待度が高くなる。ファイヤー・スパークが発生すると、リーチ時を除いて必ず1シンボル以上が揃う。コンパクト表示機種では演出が確認しづらいが、「スパーク」演出とスロット全体が光り輝く演出がある。
7個のシンボルが全て表示されて当選すると、メインユニット・当選プレイヤーの該当マシンに当選を祝う表示が出て、女声にて該当マシンとステーション番号がアナウンスされる。この時ミリオンランカーに登録していると登録名も同時に表示される。当選プレイヤーの画面には喜ぶシンボルキャラクター（後述：一部単なるシンボル）と共に花火が打ち上がり当選を祝福してくれる。その後画面が切り替わり「Road to JACKPOT」の表示と共に画面がモノクロになりシンボルが全て揃うまでのリプレイ映像が流れる。ビデオマシンではボタン操作でスキップが可能。プッシャーマシンではリプレイ映像が最後まで流れると「お店の人を呼んでください」の表示が点滅し、店員による当選確認およびメダル贈呈（または預け入れ手続完了）後リセットボタンまたはリセットキーがONにされるまで表示が保たれる。それまでの間通常ゲームを遊ぶことが出来ない。
落選した場合は、後述の一部マシン及び『エターナルナイツ3・4・TRUST・LEGEND・BRAVE』『エルドラクラウン』のコンパクト表示時を除いて、当選プレイヤーの該当マシンとステーション番号が画面下部に表示される。ただし『GRAND CROSS PREMIUM』『GRAND CROSS CHRONICLE』は全てインフォメーションテロップのみでの表示となっている。

### ミニ・ジャックポット
発動日時が店舗側で自由に設定出来る・当選時の枚数が店舗が設定した数値（初期設定値200枚～）に固定される点以外は、通常のミリオンジャックポットと同じ。なおインフォメーションテロップ及びメインユニットで、指定した時刻などに開催予告を表示させ、このときにWIN数を表示するかしないかを決める事も可能である。
抽選中はクラシック音楽のアレンジが流れるのもミリオンジャックポットと同じだが、使用楽曲が一部異なっている。最初が「ウィリアム・テル序曲」、最後が「カルメン前奏曲」なのは同じだが、前者は使用箇所が、後者は細部のアレンジが異なっている。
- ウィリアム・テル序曲：ジョアキーノ・ロッシーニ（抽選1・2回目）
- トルコ行進曲：モーツァルト（抽選3・4回目）
- 剣士の入場：フチーク（抽選5・6回目）
- カルメン前奏曲：ジョルジュ・ビゼー（抽選7回目以降・9回目からは音程が上昇する）

### スーパー・ミリオンジャックポット
設置店舗内だけでなく、他のチェーン店舗とも接続して行うミリオンジャックポットイベント。
ラウンドワンが運営する日本国内全てのメダルゲーム設置店舗（2016年10月現在112店舗）を対象に行われるイベントが有名で、同社も「限定イベント」と謳っていた。システム自体は地域チェーン店などの少数店舗接続にも対応している。現在では、ラウンドワン以外の系列でないと開催されていない。(ラウンドワンでは、ミリオンジャックポットのサービスを2017年11月30日を以って終了している為。)
現在の主な開催店舗はレジャーランド系列店舗(30店舗接続)、アミパラ系列店舗(20？店舗接続)、アピナ系列店舗(5？店舗接続)がある。
ゲームファンタジアン系列店舗でのスーパーミリオンジャックポットの開催はGIGOに買収された為2024年で終了した。
ルールは通常のミリオンジャックポットと同じ。イベントが発生した場合はまず最初に全国抽選が行われ、店舗ごとに「SUPER」・「BIG」・「REGULAR」のいずれかのボーナスが必ず当選し（但し参加者がいない店舗では発生しない）、その後各店舗内で当選したJACKPOT枚数を賭けて店舗内抽選を行う。「SUPER」を獲得できる店舗は同一チェーンの全接続店舗の中から毎回1店舗のみ。最大当選数は99999枚・最大カウント数値99999.0である。なお、全国抽選時のチャンスアップ演出として、通常とは異なる緑色の背景でスロットに「確変中！」と表示される場合有。(「BIG」以上確定ではないが、通常よりも「BIG」以上の当選期待度UP。後述の確定演出と複合する場合有。)また、確定演出(発生時点で「BIG」以上確定)として、「REGULAR」に一度止まった後、「決定！」の表示がされずにスロットが再始動(この際、最初に「REGULAR」ではなく「BIG」が一旦停止し、再始動演出を伴った場合は、必ず当選種別が昇格するという性質上「SUPER」確定。勿論、「REGULAR」からの再始動で「SUPER」になることも有り得る。)したり、全国抽選開始時、抽選図柄の全ての「REGULAR」が「BIG」に(図柄が「BIG」か「SUPER」のみに)変化するという演出もある。後者の全国抽選時に抽選図柄がオール「BIG」以上となる確定演出発生時は「BIG」以上確定かつ最も「SUPER」当選に期待ができる(「BIG」当選の可能性有りだが超高確率で「SUPER」に当選)。また、全国抽選時に先述したチャンスアップ演出等が未発生でも「BIG」及び「SUPER」が当選(「BIG」または「SUPER」が直接停止してそのまま確定)する可能性有り。
SUPRE獲得は1店舗のみだが、BIGに関しては接続店舗の10%が獲得すると言われている。
レジャーランド系列店舗の場合一回の抽選で3店舗ほどはBIGを獲得する計算。
レジャーランド系列の発生頻度について。平日でも最低1回は発生しているようにはなっている。平日は多くて5回ほど出ている。土日になると平均7回ほどは1日で発生しており、朝10時〜夜の22時までいつでもチャンスはある模様。

レジャーランド系列の配当表
初期値→5000枚
SUPRE→1000%
BIG→33.3%
REGULAR→9%

アミパラ・アピナ系列の場合↓
| 初期値  | 2000枚 |
| SUPER   | 100%   |
| BIG     | 50%    |
| REGULAR | 25％   |

#### セカンドチャンス
ジャックポットに当選しなかった場合は、抽選終了後にセカンドチャンスが発生する。揃ったシンボル数（最大6文字）に応じて抽選が行われてメダルを獲得できるチャンスがある。獲得枚数は1シンボル毎に0枚・10枚・20枚・30枚・50枚・100枚の中でどれか。100枚以上獲得することもあれば、全て0枚の「NO BONUS」もありうる。なお、店舗によりセカンドチャンスの最低当選枚数を設定することが出来る（～300枚まで）。
プッシャー台はステーション払い出し、クレジット対応機種はクレジット補填でメダルを獲得することができる。

#### ミリオンジャックポットレース
GI-GranDesire（GI-GranDesire Sは対象外）をミリオネットに接続している店舗でのみ発生するイベント。一位になる馬を予想し、それが的中することでミリオンジャックポットが獲得できる。複数当選者がいた場合は山分けとなる。告知時点でミリオンジャックポット参加権を有していた機種が参加対象となる。参加権利があるにもかかわらず何らかの理由で馬を選ばなかった、または選べなかった（エターナルナイツでスピードバトルをプレイ中だった時など）はランダムに決定される。開催告知及び参加数確定はレースの数分前に行われ、他の機種は同時に馬の予想を行うことになるが、GI-GranDesireに限り、他のレースの馬予想との兼ね合いから、他のレースと同様に、開始直前になって馬予想を行うことになる。ミリオンジャックポットと同様オッズはプログレッシブ方式を採用しているが、ミリオンジャックポットとは別に累積される。このイベントは一部機種ではレース終了まで通常ゲームが遊べなくなるほか（ただしミリオンJPイベントと違い参加権利がない機種は引き続き通常ゲームをプレイ可能）、初期のミリオネット対応機種では参加することができないので注意が必要。
こちらもミニ・ジャックポットと同じく、店舗側で発動日時・及び当選枚数を指定して開催することも可能。こちらはミリオンジャックポットのときと違い、特に名前の区別はついていない。

#### 当選時の払い出し
ジャックポット当選時の扱いは、ゲーム機の種別によって異なる。
プッシャータイプの場合はアテンダント（店員）を呼ぶことにより直接メダルが進呈される。但しスーパーミリオンジャックポットのSUPER・BIGボーナス獲得時など枚数によっては、店舗のメダルカウンターにて当選枚数をそのまま預ける（預け機の残高に増加して貰う）手続きを行うよう案内される。セカンドチャンスでの払い出しは、各ステーションの払い出し装置からプッシャーテーブルへ払い出される。
以下の機種（主にビデオ系）は、ジャックポット・セカンドチャンス共にクレジットに当選枚数が直接加算されるため、店員を呼ぶ必要はない。ただし枚数によっては払い出し時のメダル不足・クレジット上限オーバーなどのエラーが出ることもあり、その場合はプッシャータイプ同様店員を呼んで、残りクレジット数分のメダルを直接受け取るか預け入れ手続きを行う。いわゆる複数クレジット設定（1メダルを2クレジット等）が行われている場合、ジャックポット当選時のクレジットに入る当選枚数が実際の当選枚数より少なくなるので、ジャックポットの際は実際の枚数に合わせるために店員から残り枚数分のメダルを直接受け取るか預け入れ手続きをする必要がある。セカンドチャンスでの払いだし枚数はクレジットに入った分を持って当選枚数とする店舗が多い。
- エターナルナイツシリーズ（3・4・TRUST・LEGEND・BRAVE）
- FEATUREWORLD
- MOTOR X
- GI-HORSEPARK JUDGEMENT
- GI-Turf TV
- InfinityRings
- アニマロッタシリーズ
- カラコロッタシリーズ
- ツナガロッタシリーズ
- マジカルシューター
- MARBLE FEVER
- FEATURE Premium
- 桃太郎電鉄 ～メダルゲームも定番！～
- パワフルプロ野球 開幕メダルシリーズ！

ミリオンアダプターの場合は、ジャックポット・セカンドチャンス共にミリオンアダプターに保存され、すぐに払い出されることはない。ミリオンキーパーの機能を使用してそのまま預けたり、クレジット機の場合は転送することも可能である。
店舗によっては巨大小切手風プレートを持って記念撮影を行うところもあった模様。例えば、ラウンドワンでは各店舗でスーパーミリオンジャックポットのSUPERボーナスを獲得したプレイヤーの記念撮影写真が店内の一角に掲示されていた。さらにフルカウント（99999枚）のSUPERボーナスを獲得したプレイヤーは、同社公式サイト内に掲載され栄誉を讃えられていた。

#### ラウンドワンでのミリオンジャックポット
2017年11月30日（木）にラウンドワン店舗のミリオンジャックポットの開催は終了された。なお、現在はミリオンビンゴでの遊戯は可能となっている。

## ミリオンビンゴ
現在はラウンドワン店舗のみの稼働となっている
　ミリオンビンゴは全国のプレイヤーが購入したビンゴカードを対象に全国抽選されるビンゴゲームである。mini(1等当選時の配当は1,000枚超),BIG(1等当選時の配当は20,000枚超),Premium(各等級のビンゴ配当はかなり控えめで、1等当選でも、ほぼ配当は1,000枚超程度だが、ビンゴ終了までにX字型の2ラインビンゴが成立で、100,000枚超の高額ボーナス。但し、ボーナスは成立確率が低く、ボーナス配当のキャリーオーバー有。)の3種類である。また店頭開催ビンゴとして最大500枚のビンゴも実行できる。ただし、仮に参加人数が少なすぎる場合は開催されずにbet枚数が返却されたり、全ての等が当たらなかった場合は番号を引く回数が延長されたり、次回に配当が持ち越されることがある。

### カード購入方法
ビンゴカードの購入方法はミリオンビンゴ開始5分前にロゴにタッチして3種類のビンゴカードを購入することができる。e-pass使用時はいつでも購入可能となっている。
また、下記のミリオンビンゴユニットを使用すると、e-pass無しでもいつでもベットする事が可能となる。
miniの場合は1枚10メダルで購入可能、BIGは1枚100メダルで購入可能、 Premiumは1枚200メダルで購入可能となっている。

### 対応機種
- アニマロッタ　アニマと雲の大樹以降
- カラコロッタ　太陽とひみつの島以降
- ツナガロッタ　アニマと虹の秘境
- MARBLE FEVER
- FEATURE premium
- エルドラクラウン
- G1-WorldClassic
- マジカルシューター
- ミリオンアダプター
- ミリオンビンゴユニット
- グランドクロスレジェンド
- FORTUNE TRINITY 精霊の至宝祭
- FORTUNE TRINITY 時空のダイヤモンド

### ミリオンビンゴユニット
2019年3月より、ミリオンビンゴの専用ユニットがKONAMIより発売された。
　このユニットでは今までミリオンビンゴをbetする際に、対応ゲーム機に「メダルを入れる」、または「メダルをバンクから転送する」で、そのゲーム機でベットすることが出来たが、このユニットを使えば「お金でメダルをクレジットに入れてカードを購入する」の選択肢が増えた。また、メダルも一枚ずつ入れるのではなく一気に投入することができるようになった。
　このユニットでビンゴを購入すると、e-passを使用しなくてもいつでもbetすることが可能であるが、スターはe-passを使用しないと使う事が出来ない。
　このユニットでビンゴを購入するとカードが実際に印刷され、今まではゲーム機でしかカードを見ることが出来なかったが、印刷された実物のカードでビンゴ表示で画面を占領されることも無く手元で見ることができるようになった。（ただし、ビンゴカードを発行した後はゲーム機でカードを見ることができなくなる。）
獲得したメダルはミリオンビンゴユニットにてQRコードをスキャンしユニット内のクレジットに加算させることもできる。払い出しはe-passを使った転送、ホッパーからのメダルを払い出し、店員でのアテンダントペイの3種類。
店舗の設定によってはこのマシンを経由してビンゴシートを大量に発行して店頭ビンゴを有料・無料で行うことも可能であり、この場合も5等まで出なかった場合は次の店頭ビンゴで配当が増加する。また、後のアップデートで店頭開催ビンゴで当選しなくても参加賞として10枚貰えるようになった。

### ユニットを使用する際の注意
ユニットを使用してビンゴカードを購入する場合、このビンゴカードの払い出しは閉店までとなっており（2019/3/9時点）、明日で払い出しを行う事は出来ない状態である。（店舗設定、もしくはバージョンUPで改善するかは未確認）

## 文字キャラクター
「J･A･C･K･P･O･T」の各シンボルはキャラクター化されており、1文字ごとに性格が違う。
- 「J」笑顔の絶えないムードメーカー。
- 「A」ちょっぴり頑固だがしっかり者のリーダー。
- 「C」パッチリとした目が特徴の女の子。
- 「K」勝ち気が強く常にやる気が全開。
- 「P」お色気担当で眼差しが悩ましい（性別不明）。
- 「O」のんびり屋さんでマイペース。
- 「T」ナルシストらしくかっこつけ屋。

となっている。
（ミリオンジャックポットイベント時、スタンダード・プログレッシブ各ユニットの画面では、上記キャラクターが宇宙空間にあるスロットのリール内に飛び込み、当選プレイヤーが出るまで走り続けるアニメーションが表示されている。そして、当選後はそのキャラクターが島へ台座に乗っかったまま踊りながら向かい、そこにある宝箱に抽選に使われるスロットを差し、そこから「JACKPOT」の文字とメダルが出てくる演出がある。（ミニジャックポット除く）。

## ミリオンランカー
対応メダルゲームをプレイして獲得した配当を使って、ランキング上位を目指すコンテンツ。
概要
初めて参加する場合、まずスタンダードユニットのカードリーダーにe-AMUSEMENT PASSをセットする（リーダーがスロット式の場合は携帯電話によるe-AMUSEMENT PASSは使えないので注意）。他のゲームで使用して暗証番号がある場合は暗証番号を入力し、購入したてなどでまだ暗証番号が設定されていない場合は設定する。そして認証（暗証番号設定）後、プレイヤー情報を登録する。ニックネームは必須。生年月日はオプションだが、誕生日期間中（誕生日から1週間の間に最初にプレーした日）の配当が2倍になる特典がある（後述）。
プレイヤー情報登録後、そのe-AMUSEMENT PASSを使ってミリオンランカー対応ゲームをプレイすると、プレイ中に獲得した配当が蓄積されていく。ただし、プレイ中に参加・当選したミリオン（ミニ）ジャックポットの配当は加算されない（セカンドチャンスは不明）。
プレイ終了後、再びスタンダードユニットで認証することで、蓄積された配当の精算が行われる。原則として精算は認証ごとに行われ、当日認証を忘れてしまっても、後日認証することで前回認証以降の配当がまとめて精算される。
ただし『GRAND CROSS PREMIUM』だけは、その日のプレイ前に必ずスタンダードユニットで認証またはプレイヤー情報登録を行う必要がある（事前認証）。事前認証なしでプレイした場合はGUEST扱いとなり、プレイ後に認証しても獲得した配当が加算されない（記録が認められない）。逆に事前認証が正しく行われていれば、他のゲームと同様に後日であっても次回認証時に精算される。なお以前は『SPINFEVER 第2章 夢水晶と魔法のメロディー』も事前認証が必要だったが、現在は不要となっている。
ルール
各ゲームごとに目標となる配当が定められており（最小300・最大3000）、精算時にそれを達成すると星を1つ獲得する。1つのゲームで星を獲得すると、そのゲームで次の星獲得に必要な目標配当額が上昇、逆にそれ以外のゲームは低下する。他のゲームの目標配当額が低下した時、そのゲームで既に獲得している配当が目標を上回った場合は続けて星を獲得できる（そのゲームの目標配当額は上昇し他のゲームは低下）。上位ランクになるほど星の獲得はかなり難しくなる為、「なるべく多くの機種を満遍なく遊び、目標配当額の均衡を保って星を獲得しやすくする」または「自分が得意とする少数の機種を徹底的にやり込んで、ひたすら配当と星を稼ぐ」のどちらかにプレイスタイルを絞り込むことが推奨される。目標値については、最初は300固定、次が1000固定となっており、この2つをクリアすることで、初めて他のゲームの目標達成時の目標配当低下の対象となる（2nd STAGEの場合）。
ステージ
ステージは2つに分かれており、それぞれルールの差異がある。
1st STAGE
プレイヤー情報登録後、最初は全員「BEGINNER」からスタートする。目標配当額に到達するとスタースタンプ（星）を獲得。5個獲得で「EXPERT」に昇格、20個獲得で「BRONZE RANKER（LEVEL1）」になり、2nd STAGE進出となる。ランキング対象外。
2nd STAGE
ここからは、3週間分のスターマーク（星）獲得数で昇格・降格が決まる。
3週前（左端でグレーアウトしている）・2週前・先週の合計数が今週のレベルとなる。最初の2週間は昇格のみであるが、3週目以降は集計対象である今週・先週・2週前の合計獲得数がボーダーを上回れば昇格、下回れば降格となる。ただし降格までは1週間の猶予があり、期間内に規定数のスターマークを獲得するとランク維持または昇格となる。画面右側のゲージが一定の目安となり、ゲージの三角形が青のゾーンにある（顔アイコンが青く落ち込んでいる表情）と降格のおそれがあり、黄色のゾーンにある（顔アイコンが黄で普通の表情・ピンクで笑顔）とランク維持、赤色のゾーンにある（顔アイコンが赤色で笑顔）とランク昇格が確定する。なお会員データが有効な限り、最低でもBRONZE RANKER（LEVEL1）の維持が保証され1st STAGEに戻ることはない。また、店の設定によるが星を獲得できるたびに「スタースロット」ができることがある。詳しくは後述。
ランクは「BRONZE RANKER」→「SILVER RANKER」→「GOLD RANKER」→「PLATINUM RANKER」と続き（ここまで全て「LEVEL1～3」まで細分化されている）、最終ランクは「MEDAL MASTER」となる。より上位のランクを維持するためには（特にゴールドランカー以上）、安定して高配当を叩き出す実力と運、そして恒久的にプレイを継続できる精神力を兼ね備えなければならない。
| ランク            | 昇降格ボーダー |
| ----------------- | -------------- |
| ブロンズランカー1 | 0              |
| ブロンズランカー2 | 5              |
| ブロンズランカー3 | 10             |
| シルバーランカー1 | 15             |
| シルバーランカー2 | 20             |
| シルバーランカー3 | 25             |
| ゴールドランカー1 | 30             |
| ゴールドランカー2 | 40             |
| ゴールドランカー3 | 55             |
| プラチナランカー1 | 70             |
| プラチナランカー2 | 85             |
| プラチナランカー3 | 100            |
| メダルマスター    | 120            |

これとは別に、累計・週間獲得数ランキングも存在する（全国・店舗内）。
勲章
2nd STAGEのみ。ミリオンランカーやゲームで一定の目標を達成して精算すると獲得。画面下部の「勲章」から確認可能で、新しく獲得した勲章にはタッチして内容を見るまで「NEW」マークが表示される。累計獲得数ランキングが存在する（全国・店舗内）。
計上される配当について
ミリオンランカーに関係する配当は以下の通り。
- プッシャー系:スロット・ミニゲーム・ジャックポットなど、フィールドに払い出された全ての配当
- ビデオ系:スロット・ミニゲーム・ジャックポットなど、クレジットに追加される全ての配当
- スロット系:揃ったことによる配当、ダブルアップによって加算された配当、JACKPOTによる配当
- エターナルナイツシリーズ:城およびダンジョンクリア・運営収入・宝石カード・カジノでの配当（メダルでの配当のみ対象）
- 競馬系:馬券ゲーム・育成ゲーム・JACKPOTによる配当

それぞれの数値が1枚単位で加算されていく。先述の通り、生年月日を登録しておくと誕生日から1週間以内で最初に遊んだ日の配当が1日だけ全て2倍になる。但し、ミリオンジャックポットイベントでの当選は計上されない（セカンドチャンスは不明）。
店舗の設定によっては特定の曜日の配当換算をサービスデーとして2倍に設定することもできる。

### スタースロット
2009年11月頃より配信された機能で、店舗によってOFFにすることも出来る。2nd STAGEに進出しているプレイヤーが、スターマークを1個獲得する毎に1回スロットを回すことが出来、揃った出目によりポイントを獲得する（外れても必ず1ポイント獲得）。そして店舗が設定したポイントに達すると、店側から何らかの特典を得ることが出来る（基本はメダル）。

### 来店ポイント
いわゆる来店スタンプをミリオネット上で出来るようにしたもので、稼動させるかはスタースロット同様店舗の自由。ミリオネットにカードを認証させると1日に1個スタンプが押される。設定数に達するとスタースロット同様店側から何らかの特典を得ることが出来る。

## MILLIONET対応ゲーム機
現在公式稼動中のゲーム機で対応しているのは以下の通り。このほかにも、上記のミリオンアダプターを取り付けて他社のメダルゲームも接続させている店舗が存在する。
【ミリオンジャックポット・ミリオンランカー対応】この中で※がついているものはミリオンキーパー非対応。○がついているものはミリオンジャックポットレース対応。稼働中のみ含む。
- GRAND CROSSシリーズ（PREMIUM・CHRONICLE○※・DREAM SPHERE|LEGEND|GOLD）(DREAM SPHEREとLEGENDとGOLDのみミリオンキーパー対応)
- エターナルナイツシリーズ（2以降。TRUST以降○）
- エルドラクラウン
- スピンフィーバーシリーズ　初代2017年にe-amサポート終了　第2章 夢水晶と魔法のメロディー※・夢幻のオーケストラ（ダイレクトユニット付に限り払い出しのみ可能、1回100枚まで）
- FEATUREWORLDシリーズ
- FEATURE premiumシリーズ
- InfinityRings （2009年8月27日 稼動開始）
- GI-HORSEPARKシリーズ（GX・GX STD・JUDGMENT・JUDGMENT STD）
- GI-Turf TV （2010年9月7日 稼動開始）
- GI-GranDesire（S含む。2013年3月15日 稼働開始）
- GI-VICTORY ROAD
- GI-WorldClassic (RISING、GLORY含む。)
- FORTUNE TRINITYシリーズ (2、3、精霊の至宝祭、時空のダイヤモンド)（初代のみミリオンキーパー非対応。2、3は固定枚数のみ引き出し可能。精霊の至宝祭以降はクレジット機能搭載のみ引き出し枚数指定が可能。）
- アニマロッタ シリーズ
- カラコロッタ シリーズ
- ツナガロッタ シリーズ
- ラブプラス MEDAL Happy Daily Life （2011年2月24日 稼働開始）2017年にe-amサポート終了
- VenusFountain （2012年2月10日 稼働開始）
- Shadow Princess
- MARBLE FEVER
- ご当地あラウンド ※
- フリップスパイラル
- マジカルシューター
- トレジャーシュート
- ボンバーマン・ザ・メダル
- スマッシュスタジアム(with SPINFEVERも含む)
- 桃太郎電鉄 ～メダルゲームも定番！～
- パワフルプロ野球 開幕メダルシリーズ！(二刀流！も含む)

【ミリオンジャックポットのみ対応】
- タワープッシャーシリーズ
  - METEOR SPARK
  - WONDERMARCH
- FantasicFever3
- 回せ！ギアドライヴ
- 祭deフィーバー!!

### 備考
- 『スピンフィーバー2・3』、タワープッシャーシリーズ2機種及びミリオンアダプターは、文字がキャラクターではなく単なるシンボルになっている。その関係でジャックポット抽選開始時、キャラクターがリールの中に入る演出ではなく、カウントダウン後にスロットをスタートさせるだけとなっている。又予告演出が「ウェーブ」1種類のみ（タワープッシャーでは演出なし）、当選時及びセカンドチャンス時のメダルが噴き出す映像もカット。更にスピンフィーバー2・3では前述の画面サイズの関係でジャックポットイベント落選時「抽選終了」の文字は出るが獲得したプレーヤーの表示が無い、など簡略化されている。
- 『ファンタジックフィーバー3』は上述の3機種よりもさらにアニメーション表示が少ない。メインの抽選画面（ジャックポット・セカンドチャンス）以外は前述の通り静止画1枚の簡略表示となっている。また、抽選画面も上述と同じ文字がシンボルである事や画面上の人数表示が人型ではなくスタンダード・プログレッシブ各ユニットと同じ数字表記、及び予告演出一切なしの簡略映像となっている（同時にジャックポット抽選落選時スピンフィーバー同様獲得したプレーヤーの表示が無く「他のプレーヤーが獲得しました」のみの表示）。
- 『エターナルナイツ』3および4では、店舗間オンライン対戦（スピードバトル・ワールドバトル・ドリームオデッセイバトル）中でもジャックポットイベントへの参加は可能。その際はバトルの妨げにならないようスロット画面はコンパクト表示となり、対戦イベントも強制中断されずに同時進行する。
- 『GI-HORSEPARKシリーズ』および『GI-Turf TV』では、常時コンパクト表示で進行する。コンパクト表示時ではジャックポットイベント中の各種効果音（イベント開始時・シンボル出現予告・イベント中のBGMなど）は出力されるが当選プレイヤーの該当マシン・及びステーション番号の表示は行わない。
- 『FORTUNE TRINITY』では、仮データの為か先行稼動時から「ミリオンランカー対応にもかかわらずJACKPOTの文字がキャラクターではなく普通のシンボル表示」「予告演出が一切発生しない」「JACKPOT当選時にシンボルが画面から消えてしまう」といった事象が発生する。当ゲームはオンラインアップデートが行われているが、アップデートを重ねた現在も修正されていない上、続編の『フォーチュントリニティ2』、『FORTUNE TRINITY3』、『FORTUNE TRINITY 精霊の至宝祭』、『FORTUNE TRINITY 時空のダイヤモンド』でも同様の仕様となっている。

## 他社の製品
コナミ以外にも、2社が類似の製品を出している。但し、いずれもリリース年度と特徴がミリオネットとは一部異なっている。
- 「ジャックポットリンクシステム」（ナムコ、後のバンダイナムコエンターテインメント）　専用プログレッシブユニットを使用。
  - プログレッシブ制（共通点）
  - 7セグメントディスプレイ表示・カウンターが100分の1単位で最大9999.99枚迄
  - ミリオネットのような異なる種類のマシンを混在させて接続することが不可能・ユニットごとの接続可能台数は8台まで
- ジャックポットリンクシステム対応マシン
  - ファンキューブ（ビデオメダル）
  - シューティングメダルシリーズ（特殊メダルゲーム）
  - ワイドプッシャーシリーズ
  - スラントプッシャーシリーズ
  - その他シングルプッシャーシリーズ（縦長）
- ジャックポットリンクシステム商品情報サイト

- 「メダリンク」（セガ、後のセガ・インタラクティブ）　プログレッシブユニットの有無は不明。
  - 筐体は同じだが異なるソフトを4台以上16台以下で接続させることが出来る
  - スーパーメダリンクゲーム「勇者の挑戦」でパーフェクト達成時のみジャックポット2500枚を獲得（枚数固定・失敗時はクリアした分が他のプレーヤーに分配）
- リリースされているメダリンク対応ソフト
  - ウエスタンドリーム-ゴールド-
  - マジカルポピンズ
  - お茶犬「ほっ」とメダル
  - ウノ ザ メダル
  - ぷよぷよ！ ザ メダルエディション
- メダリンク公式サイト

## その他・今後の展望
- たまに、エルドラクラウンなどの全国バトルの結果がセンター画面に表示されることがある。
- 今後リリースされるe-AMUSEMENT対応メダルゲーム機は、ほぼ全てミリオネットに対応する予定である。
- KONAMIアミューズメントの社章が変更された頃からMILIONJACKPOTの抽選は簡略化されたデザインになっている
- AOUアミューズメントエキスポ2010では、擬似的に全国接続を再現して「スーパーミリオンジャックポット」を発生させた。